# Tristanes
Tristanes es un despoblado español situado en el término municipal de Níjar, en la provincia de Almería. Dista 30 kilómetros de la cabecera municipal.

## Geografía
Orografía y paisaje
Tristanes se encuentra a la falda del cerro del Hoyazo, del que toma el carácter volcánico de la tierra sobre la que se asienta.
Clima
El clima en Tristanes está considerado como de categoría BSk.

## Historia
Hacia 1986 ya se consideraba que la localidad carecía de futuro, al terminarse toda actividad minera en la zona, que empleaba a la mayoría de la población.
El último censo que arrojó  habitantes en el lugar fue en 2013.
Recientemente ha crecido el interés por ese antiguo asentamiento, pues se ha hallado un yacimiento geotérmico potencialmente rentable.

## Urbanismo
El pueblo se surtía de agua directamente del pantano de Isabel II. Tanto es así, que en el lugar aún quedan varias balsas y acueductos para las canalizaciones de riego del campo de Níjar, a pesar de ser este un proyecto que fracasó a los pocos años de su arranque.